# Бандини
Бандини (хинд. बंदिनी) индијска је телевизијска сапуница, снимана од 2009. до 2011.
У Србији је емитована током 2011. и 2012. на Првој телевизији.

## Синопсис
Санту је девојка из сиромашне индијске касте. Село у коме живи познато је по фабрици дијаманата, али још више по имућном власнику Дарамраџи који господари људима овог краја. Из личних интереса Сантини стараоци јој додељују сасвим посебну улогу: она је одабрана да постане Раџина нова супруга.
Добродушна, весела сам поврх свега наивна, Санту стиже у богату кућу свог три пута старијег супруга, петоро деце упознаје његово из првог брака, сестру Тарулу и родбину Раџине покојне супруге Субадре.
Сматрајући да се удала из похлепе, нова породица је не дочекује раширених руку, већ јој јасно ставља до знања да ће бити подређеном положају полукружно. Неће презати ни од чега, па чак ни од убиства! Упркос префриграним породичним играма, Санту се неће помирити са судбином заточенице у Раџином дому и отпочеће борбу за освајање слободе у којој ће бити главно оружје њене врлине.

## Улоге
| Глумац                      | Улога                                      |
| --------------------------- | ------------------------------------------ |
| Ронит Рој                   | Дарамрај Шакти Синг Махијаванши            |
| Асија Кази                  | Санту Дарамрај Махијаванши                 |
| Самир Какар                 | Саураб Баи                                 |
| Тарла Јоши                  | Васуда Бен                                 |
| Расика Јоши                 | Тарулата Канџи Вагела                      |
| Кунал Такур                 | Арјан Дарамрај Махијаванши                 |
| Лина Јумани                 | Кеми Арјан Махијаванши                     |
| Мрунал Џаин                 | Хитен Дарамрај Махијаванши                 |
| Риди Најак/Вибути Такур     | Торал Хитен Махијаванши                    |
| Шардул Пандит               | Маулик Канџи Вагела                        |
| Прерна Ванвари              | Кадамбари Шашанк Мехта                     |
| Барат Чавда                 | Шашанк Расик Мехта                         |
| Кимберли Џаин/Хриту Дудани  | Бирва Дарамрај Махијаванши                 |
| Јатин Шах                   | Саранг Ванрај Гохил                        |
| Јаш Дасгупта                | Сурај Дарамрај Махијаванши                 |
| Али Мерчант/Шаилеш Гулабани | Вишал Дарамрај Махијаванши                 |
| Мотика Синг                 | Мегна Расик Мехта                          |
| Авинаш Сахијвани            | Расик Мехта                                |
| Сурендра Рајан              | Мадав Соланки                              |
| Абигаил Џаин                | Монги Вагела                               |
| Сарита Шиваскар             | Чампакали                                  |
| Прашант Нарајанан           | Канџи Вагела                               |
| Чави Митал                  | Субадра Дарамрај Махијаванши/Анамика Десаи |
| Фирдаус Дади                | Мега Мехра                                 |
| Акшаи Ананд                 | Маниш Сабарвал                             |
| Сумит Сачдев                | Рудра                                      |
| Каран Шарма                 | Кришна Арјан Махајаванши                   |
| Мохит Раина                 | Ришаб Хитен Махијаванши                    |
| Јаш Чоудари                 | Накул Хитен Махијаванши                    |
| Ашиш Капур                  | Викрам Сурај Махијаванши                   |
| Мега Исрани                 | Нандини Шашанк Мехта                       |
| Мики Дуданеј                | Даниш Шашанк Мехта                         |
| Ритвик Данџани              | Парт Шашанк Мехта                          |
| Џиа Мустафа                 | Тривени Вишал Махијаванши                  |
| Дармеш Вијас                | Вират Сангави                              |
| Маја Алаг                   | Сурека Вират Сангави                       |